# Kazimierz Jan Miczyński
Kazimierz Jan Miczyński (ur. 3 marca 1868 w Nowym Sączu, zm. 28 lipca 1918 we Lwowie) – polski agronom, gleboznawca, profesor Akademii Rolniczej w Dublanach, wykładał rolnictwo i hodowlę zwierząt. 

## Życiorys
Syn Kazimierza Miczyńskiego, komisarza powstańczego i więźnia stanu w 1863 roku, ojciec Kazimierza Adama. Studiował nauki przyrodnicze na Uniwersytecie Lwowskim, a następnie, pod kierunkiem prof. Czarnomskiego, na Wydziale Filozoficznym Uniwersytetu Jagiellońskiego. W tym czasie ze względu na złą sytuację materialną otrzymywał stypendium, które umożliwiło mu kontynuowanie studiów na Uniwersytecie w Getyndze. Po powrocie zamieszkał we Lwowie, gdzie związał się zawodowo z Akademią Rolniczą w Dublanach, gdzie stworzył Zakład Hodowli Roślin, w 1900 został jego dyrektorem. W 1911 został powołany na stanowisko dyrektora uczelni i pełnił je przez trzy lata. Członek i działacz Galicyjskiego Towarzystwa Gospodarskiego, członek jego Komitetu (10 czerwca 1909 –  20 czerwca 1914).
Pochowany na cmentarzu w Gołąbkowicach (obecnie Nowy Sącz).

## Ordery i odznaczenia
- Krzyż Komandorski Orderu Odrodzenia Polski (pośmiertnie, 11 listopada 1936)[5]